# Eudarcia brachyptera
Eudarcia brachyptera is een vlinder uit de familie van de Meessiidae. Deze soort is voor het eerst wetenschappelijk beschreven als Meessia brachyptera door Pietro Passerin d'Entrèves in een publicatie uit 1974.
De soort komt voor in Italië.